# Limba tătară dobrogeană
Limba tătară dobrogeană (tatarșa, tatar tĭlĭ) se bazează pe limba kipceac-nogai (limbi kipceakice). Este vorbită mai ales în regiunea Dobrogea din România. Există vorbitori și în Bulgaria. Conține multe cuvinte din limba română.

## Dialectele
Limba tătară în România este împărțită în trei:
1. Tătar dobrogeană, dialectul Kîrîm sau Bozkîr (Șól tílí) vorbit de aproximativ 70% dintre tătarii români. Tătar dobrogeană este vorbit în principal în sudul și centrul orașului Constanța și a fost puternic influențat de oghuz. 
2. Nogai dobrogeană, dialectul Nogay (Nogay tílí) vorbit de aproximativ 20% dintre tătarii români. Nogai dobrogeană este vorbită în Tulcea, aproape și departe de nord de Constanța, și este cel mai conservator în păstrarea elementelor kipchak. 
3. Tat dobrogeană, dialectul Yalîbolu (Yalîbolu tílí) vorbit de aproximativ 10% dintre tătarii români. Tat dobrogeană este vorbită în jurul orașelor Hacıoğlu Pazarcık (Dobrici) și este cea mai apropiată de limbile oghuz.
Ele diferă în principal în pronunție și, într-o oarecare măsură, în vocabular.
Uneori există schimbări de litere între dialecte. 
| Schimbarea literei | De exemplu, prima versiune | De exemplu, a doua versiune | Română |
| ç → ș              | çeçek                      | șeșek                       | floare |
| f → p              | fîndîk                     | pîndîk                      | alune  |
| h → k              | haber                      | kaber                       | știri  |
| y → ğ              | yol                        | ğol                         | cale   |
| ș → s              | kíșí                       | kísí                        | om     |

## Alfabetul

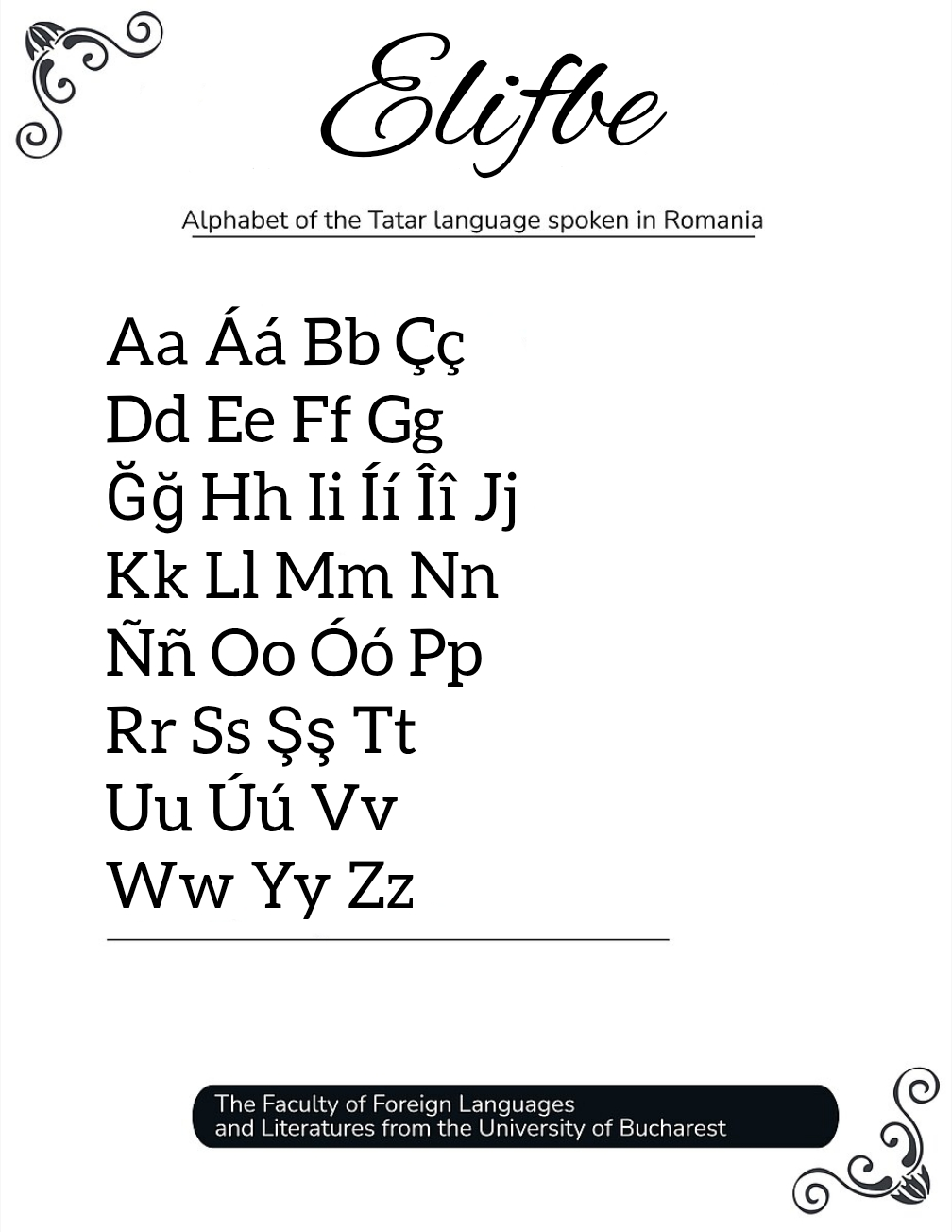
Alfabetul limbii tătare române

În 1956 este un alfabet latin dezvoltat de Institutul de Lingvistică al Academiei Române pentru Tătarul Român, cu literele Á á, Č č/Ç ç, Ğ ğ/C c, Î î/I ı, Í í/Ĭ ĭ, Ñ ñ, Ó ó/Ö ö, Ș ș, Ț ț/Ts ts, Ú ú/Ü ü. Sunetele pentru literele î, ș și ț sunt din alfabetul românesc. Sunetele pentru literele č, ğ, j, ñ, w și y provin dintr-o varietate de limbi. O nouă ortografie a fost dezvoltată în 2010, care este acum folosită de UDTTMR. Alte alfabete au fost folosite de Taner Murat. Alfabetul latin pe care îl folosea era de la Facultatea de Limbi și Literaturi Străine din cadrul Universității din București, cu literele Á, Ç, Ğ, Ñ, Î, Í, Ó, Ș, Ú. El a folosit și scrierea chirilică, inclusiv literele Ә, Җ, І, Ң, Ө, Ү, Ў. De asemenea, scrierea turcească veche și scrierea perso-araba , cu litera ڭ.
| A a | B b | C c | Ç ç | D d | E e | F f |     |     |
| G g | Ğ ğ | H h | I ı | İ i | Ĭ ĭ | J j | K k | L l |
| M m | N n | Ñ ñ | O o | Ö ö | P p | Q q | R r |     |
| S s | Ș ș | T t | U u | Ü ü | V v | W w | Y y | Z z |

### Tabel de corespondență
| Latin                                                                            | Latin  |
| Facultatea de Limbi și Literaturi Străine din cadrul Universității din București | UDTTMR |
| -------------------------------------------------------------------------------- | ------ |
| A a                                                                              | A a    |
| Á á                                                                              | (A a)  |
| B b                                                                              | B b    |
| Ğ ğ                                                                              | C c    |
| Ç ç                                                                              | Ç ç    |
| D d                                                                              | D d    |
| E e                                                                              | E e    |
| F f                                                                              | F f    |
| G g                                                                              | G g    |
| (G g)                                                                            | Ğ ğ    |
| H h                                                                              | H h    |
| I i                                                                              | İ i    |
| Í í                                                                              | Ĭ ĭ    |
| Î î                                                                              | I ı    |
| J j                                                                              | J j    |
| K k                                                                              | K k    |
| (K k)                                                                            | Q q    |
| L l                                                                              | L l    |
| M m                                                                              | M m    |
| N n                                                                              | N n    |
| Ñ ñ                                                                              | Ñ ñ    |
| O o                                                                              | O o    |
| Ó ó                                                                              | Ö ö    |
| P p                                                                              | P p    |
| R r                                                                              | R r    |
| S s                                                                              | S s    |
| Ș ș                                                                              | Ș ș    |
| T t                                                                              | T t    |
| U u                                                                              | U u    |
| Ú ú                                                                              | Ü ü    |
| V v                                                                              | V v    |
| W w                                                                              | W w    |
| Y y                                                                              | Y y    |
| Z z                                                                              | Z z    |

## Stare
Limba tătară se predă și în unele școli românești. La fiecare 5 mai este Ziua oficială a limbii tătare în România.
Nilghuin Ismail descrie situația:
„În prezent, limba tătară română se păstrează doar ca limbă vorbită. Chiar și așa, în conformitate cu Adunarea Parlamentară a Consiliului Europei, în Recomandarea 1201 (1993), privind un protocol adițional privind drepturile minorităților naționale, este stipulat: Orice persoană aparținând unei minorități naționale are dreptul de a-și folosi liber. Limba maternă în privat și în public, atât oral cât și în scris. Acest drept se aplică și utilizării limbii sale în publicații și în sectorul audiovizual. În ciuda tuturor acestor recomandări, în România încă nu avem limba tătară literară.”